# Телёс
Телёс (в верховье Большой Телёс) — река в России, протекает по Пермскому краю. Устье реки находится в 128 км по правому берегу реки Ирень. Длина реки составляет 42 км.

## Притоки
- 14 км: Малый Телёс
- 32 км: Медянка

## Данные водного реестра
По данным государственного водного реестра России относится к Камскому бассейновому округу, водохозяйственный участок реки — Сылва от истока и до устья, речной подбассейн реки — Кама до Куйбышевского водохранилища (без бассейнов рек Белой и Вятки). Речной бассейн реки — Кама.
Код объекта в государственном водном реестре — 10010100812111100013255.